# 生駒忠清
生駒 忠清（いこま ただきよ）は、安土桃山時代の武将。豊臣氏の家臣。諱は政則とも。

## 略歴
生駒親正の一族という。豊臣秀吉に仕えて馬廻を務め、九州征伐や小田原征伐に従軍、文禄元年（1592年）の文禄の役では秀吉の後備衆の1人として100人を率いて肥前国名護屋城に駐屯した。
慶長3年（1598年）8月、秀吉の死に際して遺物貞宗の刀を受領。
慶長5年（1600年）の関ヶ原の戦いでは西軍に属して大坂備後橋を警固したため、戦後改易された。